# Syzygium klossii
Syzygium klossii är en myrtenväxtart som först beskrevs av Henry Nicholas Ridley, och fick sitt nu gällande namn av Genkei Masamune. Syzygium klossii ingår i släktet Syzygium och familjen myrtenväxter. IUCN kategoriserar arten globalt som akut hotad. Inga underarter finns listade i Catalogue of Life.